# Partit Nazzjonalista
Partit Nazzjonalista (engelska: Nationalist Party; på svenska benämnt Nationalistpartiet) är ett politiskt parti i Malta, bildat 1926 genom samgående mellan Unjoni Politika Maltija och Partit Demokratiku Nazzjonalista. Partiets ursprung ligger i The Anti-Reform Party som grundades 1880.
Nationalistpartiet vann valen 1998 med 51,8 % av rösterna mot 47 % för Partit Laburista, vilket innebar den största övervikten för partiet under efterkrigstiden. Den nye premiärministern Fenech Adami meddelade att Malta skulle söka medlemskap i EU och utlyste våren 2003 en rådgivande folkomröstning om medlemskap som ja-sidan vann knappt. Fenech Adami utsågs till president 2004 och nya partiledare och premiärminister blev Lawrence Gonzi.
Den 8 mars 2008 vann nationalistpartiet parlamentsvalet för tredje gången i rad med en marginal på 1 200 röster. Parlamentsvalet 2013 blev en förlust och partiledare Gonzi avgick. Nuvarande partiledare är Simon Busuttil som är ledare för oppositionen i representanthuset sedan maj 2013.

## Partiledare
- Ugo Pasquale Mifsud och Enrico Mizzi, 1926–1942
- Enrico Mizzi, 1942–1950
- Giorgio Borg Olivier, 1950–1977
- Eddie Fenech Adami, 1977–2004
- Lawrence Gonzi, 2004–2013
- Simon Busuttil, 2013–

## Valresultat

### Parlamentsval
| År   | Mandat  |
| ---- | ------- |
| 1927 | 14 / 32 |
| 1932 | 21 / 32 |
| 1939 | 3 / 10  |
| 1945 | 0 / 10  |
| 1947 | 7 / 40  |
| 1950 | 12 / 40 |
| 1951 | 15 / 40 |
| 1953 | 18 / 40 |
| 1955 | 17 / 40 |
| 1962 | 26 / 50 |
| 1966 | 28 / 50 |
| 1971 | 26 / 55 |
| 1976 | 31 / 65 |
| 1981 | 31 / 65 |
| 1987 | 35 / 69 |
| 1992 | 34 / 65 |
| 1996 | 34 / 69 |
| 1998 | 35 / 65 |
| 2003 | 35 / 65 |
| 2008 | 35 / 69 |
| 2013 | 30 / 69 |

Källa: